# RV & AV Excelsior in het seizoen 1970/71
Het seizoen 1970/1971 was het 17e jaar in het bestaan van de Rotterdamse betaaldvoetbalclub Excelsior. De club kwam uit in de Eredivisie en eindigde daarin op de 16e plaats. Tevens deed de club mee aan het toernooi om de KNVB Beker, hierin werd in de tweede ronde, na verlenging, verloren van GVAV (1–2).

## Wedstrijdstatistieken

### Eredivisie
|       | ADO   | Ajax  | AZ '67 | DWS   | Feijenoord | Go Ahead | Haarlem | Holland Sport | MVV   | NAC   | N.E.C. | PSV   | Sparta | Telstar | FC Twente '65 | FC Utrecht | Volendam |
| ----- | ----- | ----- | ------ | ----- | ---------- | -------- | ------- | ------------- | ----- | ----- | ------ | ----- | ------ | ------- | ------------- | ---------- | -------- |
| Thuis | 1 – 1 | 1 – 1 | 0 – 0  | 0 – 0 | 0 – 4      | 0 – 2    | 1 – 0   | 1 – 0         | 3 – 0 | 2 – 2 | 2 – 1  | 1 – 4 | 0 – 2  | 1 – 2   | 1 – 2         | 1 – 2      | 0 – 0    |
| Uit   | 0 – 0 | 7 – 0 | 1 – 1  | 0 – 0 | 4 – 2      | 3 – 0    | 2 – 0   | 2 – 3         | 0 – 0 | 1 – 0 | 5 – 0  | 3 – 0 | 5 – 1  | 1 – 0   | 5 – 0         | 1 – 0      | 3 – 0    |

### KNVB Beker
| 1e ronde                                      | Excelsior             | 1 – 0 Na verlenging                | Fortuna                             |
| 16 augustus 1970 Plaats: Rotterdam Woudestein | Theo van Toledo 113'  |                                    |                                     |
| 2e ronde                                      | Excelsior             | 1 – 2 (1 – 1, 1 – 1) Na verlenging | GVAV                                |
| 8 november 1970 Plaats: Rotterdam Woudestein  | Gerrit den Butter 24' |                                    | 19' Peter Eimers 115' Bjarne Jensen |

## Statistieken Excelsior 1970/1971

### Eindstand Excelsior in de Nederlandse Eredivisie 1970 / 1971
| Stand | Gespeeld | Gewonnen | Gelijk | Verloren | Punten | Doelpunten voor | Doelpunten tegen |
| ----- | -------- | -------- | ------ | -------- | ------ | --------------- | ---------------- |
| 16e   | 34       | 5        | 10     | 19       | 20     | 22              | 66               |

### Topscorers
| #      | Naam               | Goal |
| ------ | ------------------ | ---- |
| 1.     | Theo van Toledo    | 9    |
| 2.     | Thijs Kwakkernaat  | 5    |
| 3.     | Matthijs van Toorn | 3    |
| 4.     | Thijs Libregts     | 2    |
| 5.     | Eddy Blok          | 1    |
| 5.     | Aad den Butter     | 1    |
| 5.     | Wim Tetteroo       | 1    |
| Totaal | Totaal             | 22   |

| #      | Naam              | Goal |
| ------ | ----------------- | ---- |
| 1.     | Gerrit den Butter | 1    |
| 1.     | Theo van Toledo   | 1    |
| Totaal | Totaal            | 2    |

## Voetnoten
ADO ·
Ajax ·
AZ '67 ·
DWS ·
Excelsior ·
Feijenoord ·
Go Ahead ·
Haarlem ·
Holland Sport ·
MVV ·
NAC ·
N.E.C. ·
PSV ·
Sparta ·
Telstar ·
FC Twente '65 ·
FC Utrecht ·
Volendam